# USS Voyager
A USS Voyager é uma espaçonave fictícia da telessérie de ficção científica Star Trek: Voyager. 

Nesse universo ficcional, pertence à classe Intrepid e tem designação NCC-74656. Sua época é o século XXIV, e é comandada pela capitã Kathryn Janeway.

## Missão
A Voyager deixou a doca espacial Utopia Planitia sendo lançada em 2371,  com tripulação de 141 pessoas e a missão de rastrear uma nave Maquis em um território denominado Badlands. Uma força alienígena, porém, transportou ambas a cerca de 70 mil anos-luz do espaço da Federação Unida dos Planetas, lançando-as no quadrante Delta da Via Láctea. 
Para evitar a destruição de um planeta e genocídio do povo Ocampa, Janeway ordenou a destruição do dispositivo que poderia levar a Voyager e a nave Maquis de volta para casa.
Com a Voyager danificada e a nave Maquis destruída — e centenas de mortes dos dois lados —, ambas as tripulações se uniram e passaram a trabalhar juntas para antecipar a jornada de 75 anos de volta ao quadrante Alfa.
Após uma jornada de sete anos, conseguiu retornar ao lar graças a um conduíte transdobra borg e com a ajuda de "outra" Janeway — na verdade, a mesma capitã, porém vinda de um futuro alternativo.

## Tripulação principal
- Capitã Kathryn Janeway (humana) - atriz Kate Mulgrew
- Primeiro-Oficial Chakotay (humano) - ator Robert Beltran
- Engenheira-Chefe B'Elanna Torres(klingon/humana) - atriz Roxann Dawson
- Chefe Tático/Segurança Tuvok (vulcano) - ator Tim Russ
- Piloto Tom Paris (humano) - ator Robert Duncan McNeill
- Doctor EMH (Emergency Medical Hologram) - ator Robert Picardo
- Kes (ocampa) - atriz Jennifer Lien
- Neelix (talaxiano) - ator Ethan Phillips
- Sete de Nove (humana, antes assimilada pela coletividade borg) - atriz Jeri Ryan[7]
- Chefe de Operações Harry Kim (humano) - ator Garrett Wang

## Design
A maquete da Voyager foi desenvolvida pelo produtor e designer  Richard D. James e pelo ilustrador Rick Sternbach. A maior parte das imagens foram geradas por computador, apesar de Tony Meinenger ter construído um modelo usado na série.